# Telephanus paradoxus
Telephanus paradoxus es una especie de coleóptero de la familia Silvanidae.

## Distribución geográfica
Habita en Panamá, Granada (país) y Trinidad y Tobago.